# Julius Eduard von Poncet
Julius Eduard von Poncet (* 28. Juli 1802 in Lützen; † 16. Dezember 1883 in Dresden) war ein preußischer Landrat im Landkreis Spremberg (Lausitz).

## Leben

### Herkunft und Familie
Der 1782 nobilitierte Jean François Poncet war sein Großvater und somit Begründer des Adelsgeschlechts von Poncet. Seine Eltern waren der Herr auf Döbschütz und kgl. sächs. Oberst, der Regimentskommandeur Johann Franz von Poncet (1744–1814) und dessen Ehefrau Jeannette, geb. Müller (1771–1821). Poncet heiratete 1829 in erster Ehe Pauline Dumas de l'Espinol (1812–1867) und 1867 in zweiter Ehe Jenny Dumas de l'Espinol (1817–1896) geschiedene Weltzien. Aus erster Ehe sind sechs Kinder hervorgegangen:
- Eugen (1834–1835)
- Marie (1836–1903) ⚭ 1860 Gustav Rust, preußischer Intendanturrat
- Kurt (1838–1882), preußischer Premierleutnant ⚭ 1863 Ottilie (Olly) von Bescherer-Simmersdorf (1843–1907); vier Kinder
- Ernst (1840–1855)
- Helene (1846–1851)
- Davidia (* 1850)

⚭ 1872 Paul Sy († 1884), Kaufmann
⚭ 1887 Günter von Berge († 1893), preußischer Oberstleutnant
Der Offizier Hans von Poncet ist sein Urenkel.

### Werdegang
Julius Poncet diente als Offizier in der preußischen Armee, zuletzt in einem Husarenregiment. Seinen Abschied hat er als Premierleutnant erhalten. In den Jahren 1841 bis 1871 war Poncet Landrat im Lausitzer Landkreis Spremberg. Er war Geheimer Regierungsrat und erhielt im Jahr 1866 den Roten Adlerorden III. Klasse mit Schleife. Er war Eigentümer des Rittergutes in Wolfshain und war Mitbesitzer der Glashütte Friedrichshain. Mit seinen Brüdern Johann Franz und Carl Franz Heinrich, Major, erwarb er die Reutensche Heide/Zeche Julius.